# ジョン・ポステル
ジョン・ポステル(Jon Postel)ことジョナサン・ブルース・ポステル（Jonathan Bruce Postel ([pəˈstɛl])、1943年8月6日 - 1998年10月16日）は、アメリカ合衆国の計算機科学者である。インターネットの開発、特にインターネット標準に関して多くの重要な貢献をした。彼は主に、Request for Comments(RFC)文書シリーズの編集者、Simple Mail Transfer Protocol(SMTP)の作者として、そして亡くなるまでInternet Assigned Numbers Authority(IANA)の管理者を務めていたことで知られている。
インターネットソサエティのポステル賞や南カリフォルニア大学情報科学研究所のポステルセンターは、彼を記念して名付けられた。彼が亡くなったとき、ヴィントン・サーフが追悼文を書き、 RFC 2468 として公開された。2012年、インターネットソサエティによってインターネットの殿堂入りを果たした。

## 業績
ポステルはヴァン・ナイズ高校に入学し、その後、カリフォルニア大学ロサンゼルス校(UCLA)で工学の学士号（1966年）と修士号（1968年）を取得した。1974年にデイビッド・J・ファーバーの指導の下で計算機科学のPh.D.を取得した。

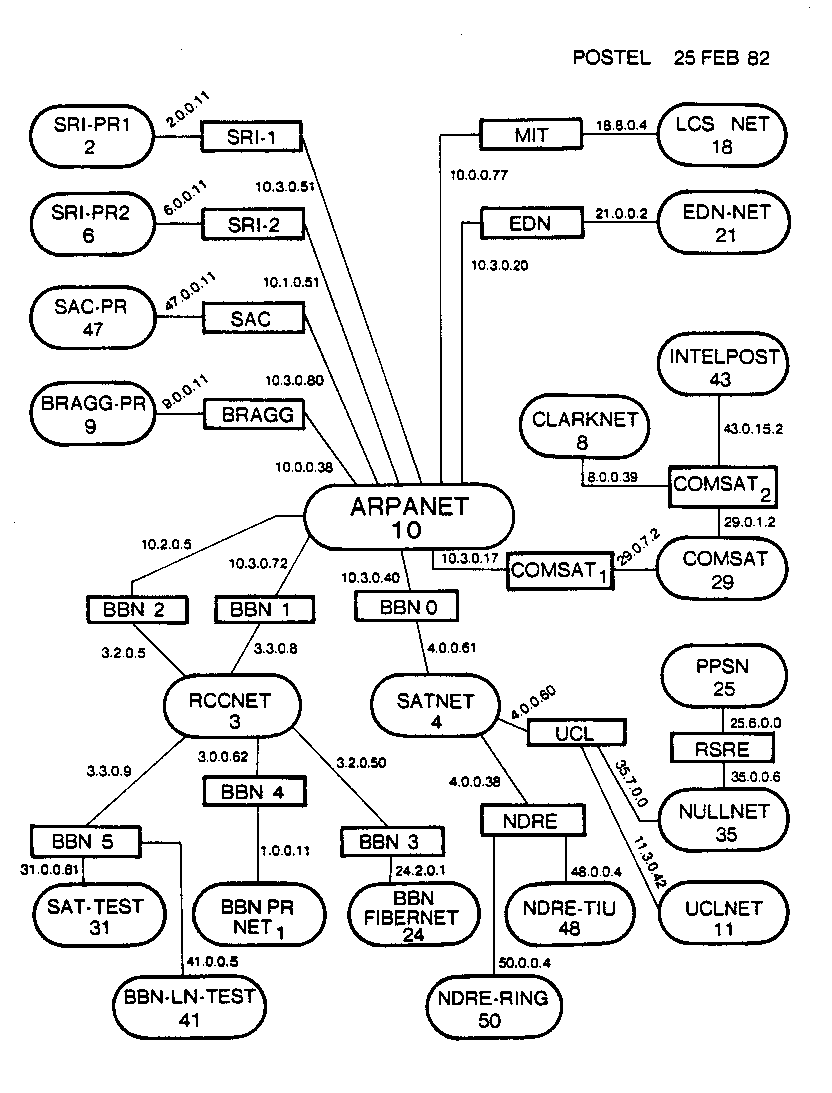
1982年にポステルが作成した「インターネットの地図」

ポステルは1969年12月23日に大学院研究エンジニア(I)としてUCLAで働き始め、そこでARPANETの初期の研究に携わった。1973年8月24日にMITREコーポレーションに入社した。彼はエリザベス・J・フェインラーがスタンフォード研究所に設立したInterNICを支援した。1977年3月、彼は南カリフォルニア大学情報科学研究所に研究科学者として加わった。
ポステルは1969年から亡くなるまでRFCの編集者であり、インターネットプロトコルスイートの基本プロトコルを定義する RFC 791、 RFC 792 、RFC 793 などの多くの重要なRFCを執筆した。1982年から1984年の間に、ポステルは今日のDNS（ RFC 819 、 RFC 881 、 RFC 882 、RFC 920 ）の基礎となったRFCを共著した。生涯で200以上のRFCを執筆または共著した。
ポステルは長年にわたりインターネットアーキテクチャ委員会(IAB)に務めてきた。創設当初から、Internet Assigned Numbers Authority (IANA)の管理者を務めていた。彼はインターネットソサエティの設立メンバーであり、その評議員会にもいた。彼は設定当初から長年にわたり.usトップレベルドメインの管理者だった。
上記の全ては、南カリフォルニア大学情報科学研究所のコンピュータネットワーク部門（部門7）のディレクターとしての彼の地位に関連して引き受けたパートタイムの活動だった。

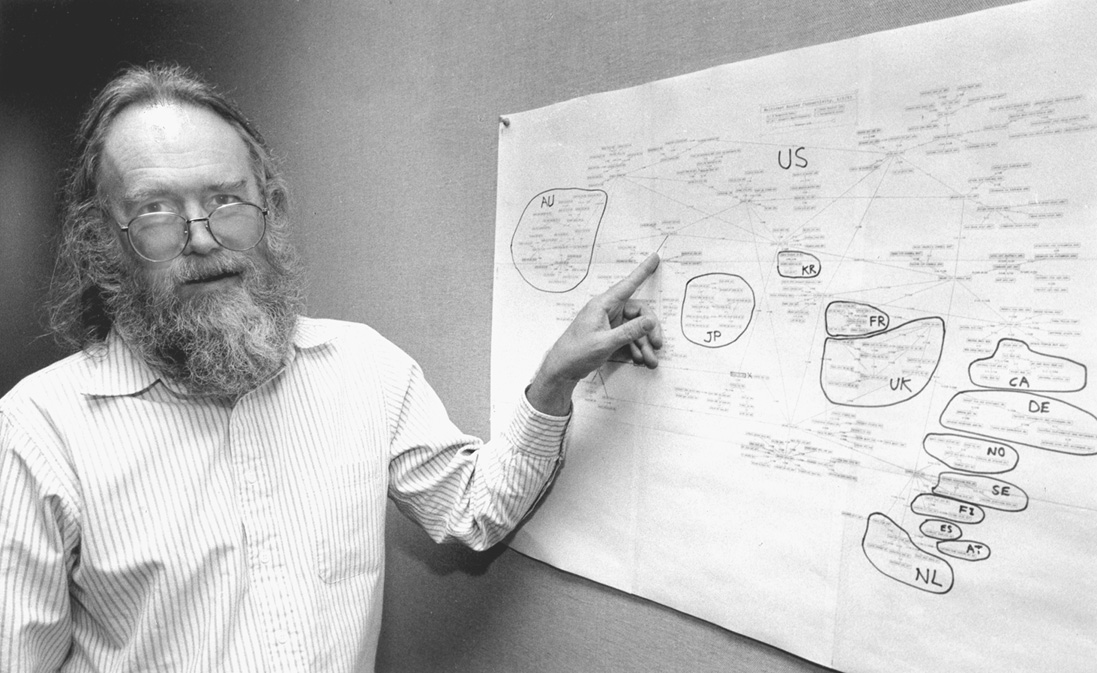
トップレベルドメインの地図を指し示すポステル（1994年）

## 遺産
1998年10月16日、ロサンゼルスで心臓手術による合併症で死亡した。
インターネットの構築に対するジョン・ポステルの貢献の意義は、インターネットのコア技術文献の一部を形成するものであり、ヴィントン・サーフが書いた追悼文、 RFC 2468 "I Remember IANA" にまとめられている。また、Danny Cohenも RFC 2441 "Working with Jon" として追悼文を書いている。

### ポステルの法則
ポステルの法則（英語: Postel's law）とは、「送信するものに関しては厳密に、受信するものに関しては寛容に」という、通信における設計原則である。堅牢性原則 (robustness principle, ロバストネス原則) とも。
元々はポステルがTCPを規定した RFC793 において、相互運用性を確保するためにTCPの実装が持つべき性質として要約した節が、より一般化されて知られるようになったものである。原文は次のとおり。